# André Bertrand
André Bertrand (* 1. Juni 1931 in Québec; † 3. Juni 2019 ebenda) war ein kanadischer Skirennläufer. Er galt als einer der stärksten kanadischen Fahrer in den Jahren nach dem Zweiten Weltkrieg.
Die größten Erfolge seiner Karriere feierte Bertrand als Student an der Université Laval 1952 und 1956 mit der zweimaligen Qualifikation für das kanadische Olympiateam. Dort musste er sich aber jeweils der starken Konkurrenz aus Europa geschlagen geben. Bei den Olympischen Spielen 1952 in Oslo belegte er Platz 25 im Slalom, Platz 36 im Riesenslalom und Platz 41 in der Abfahrt. Vier Jahre später bei den Winterspielen in Cortina d’Ampezzo erreichte er die Plätze 25 im Slalom, 39 im Riesenslalom und 50 in der Abfahrt. Im Verlauf seiner Karriere gewann Bertrand drei kanadische Meistertitel (Abfahrt 1950 und 1954, Kombination 1954).
Bertrand wurde 1989 in die Hall of Fame des Canadian Ski Museum aufgenommen.